# Dr. Steel
Dr. Steel («Доктор Сталь»), полное имя — Доктор Финес Вальдольф Стил (англ. Doctor Phineas Waldolf Steel) — американский музыкант и интернет-знаменитость из города Лос-Анджелес. Он известен своим сценическим образом «сумасшедшего учёного» и соответствующей тематикой песен, а также стимпанк-стилистике, к известным примерам которой его часто относят. Стил появлялся на The Tonight Show и давал многочисленные интервью. По сюжету его музыкантами являются созданные им роботы, которых на реальных концертах «заменяют» группа девушек под названием «Army of Toy Soldiers».

## Музыкальный стиль
Музыка Стила имеет смешанный характер, обычно он соединяет промышленные звуки с народной, классической музыкой или даже джазом. Помимо этого, много его альбомов концептуальны и имеют речитатив в песнях, что позволяет относить его творчество к хип-хоп опере, или как выразился журналист журнала «Rue Morgue Magazine» «индустриальной хип-хоп опере».